# Автобан A555 (Німеччина)
Федеральний автобан 555 (A555, нім. Bundesautobahn 555) — автобан у Німеччині, що з'єднує Кьольн і Бонн. У початковому вигляді збудований між 1929 і 1932 роками, для руху відкритий 6 серпня 1932 року.
Траса стала першою у Німеччині, призначеною винятково для руху моторизованих транспортних засобів, і одночасно не мала перетинів на одному рівні з іншими дорогами. Втім, офіційно статус автобану даний шлях отримав лише 1958 року. До розширення до шести смуг (1964—1966 роки), автобан не мав навіть центрального бар'єра.
Багато десятиліть поспіль автобан не мав ніяких обмежень швидкості, за винятком відрізків на початку і кінці. У поєднанні з досить плоским ландшафтом і практичною відсутністю кривих, даний шлях дозволяв розігнатися на автомобілі до високих швидкостей — практично до максимальної швидкості транспортного засобу. Швидкості 200 км/год і вище були досить звичайним явищем, особливо вночі. Ситуація частково змінилася 2004 року, коли громада Весселінг (що розташована приблизно біля середньої точки автобану) наполягла на впровадженні обмеження швидкості.

## Історія
Будівництво найстарішого німецького автобану почалося в жовтні 1928 року, і він був урочисто відкритий мером Кельна Конрадом Аденауером 6 серпня 1932 року. Саме тому Аденауер, а не Адольф Гітлер, побудував перший автобан, як повідомляла пізніша нацистська пропаганда. Формально вона вважалася «автомобільною дорогою» і називалася «Ландштрассе 185» як південне продовження Боннерштрассе в Кельні. «Поліцейський ордонанс про використання та розширення автомобільної дороги Кельн-Бонн» від 2 серпня 1932 року, який набув чинності спеціально для цієї мети, визначив, що спочатку чотирисмугова дорога, яка не перетиналася, шириною 12 метрів і дорога протяжністю 18,5 км була відкрита лише для руху автотранспорту. Там також було передбачено, що на цій вулиці заборонені розворот, зупинка та стоянка.

## Маршрут
| Автобан A555 |                |  |
| 0 км         | Кьольн         |  |
| 0,8          | Кьольн-південь |  |
| 18 км        | Бонн-північ    |  |